# Dlhé Klčovo
Dlhé Klčovo (slowakisch 1927–1948 „Kolčovské Dlhé“ – bis 1927 „Klčové Dlhé“; ungarisch Kolcsmező – bis 1907 Kolcshosszúmező) ist eine Gemeinde im Osten der Slowakei mit 1347 Einwohnern (Stand 31. Dezember 2024), die im Okres Vranov nad Topľou, einem Teil des Prešovský kraj liegt und zur traditionellen Landschaft Zemplín gehört.

## Geographie

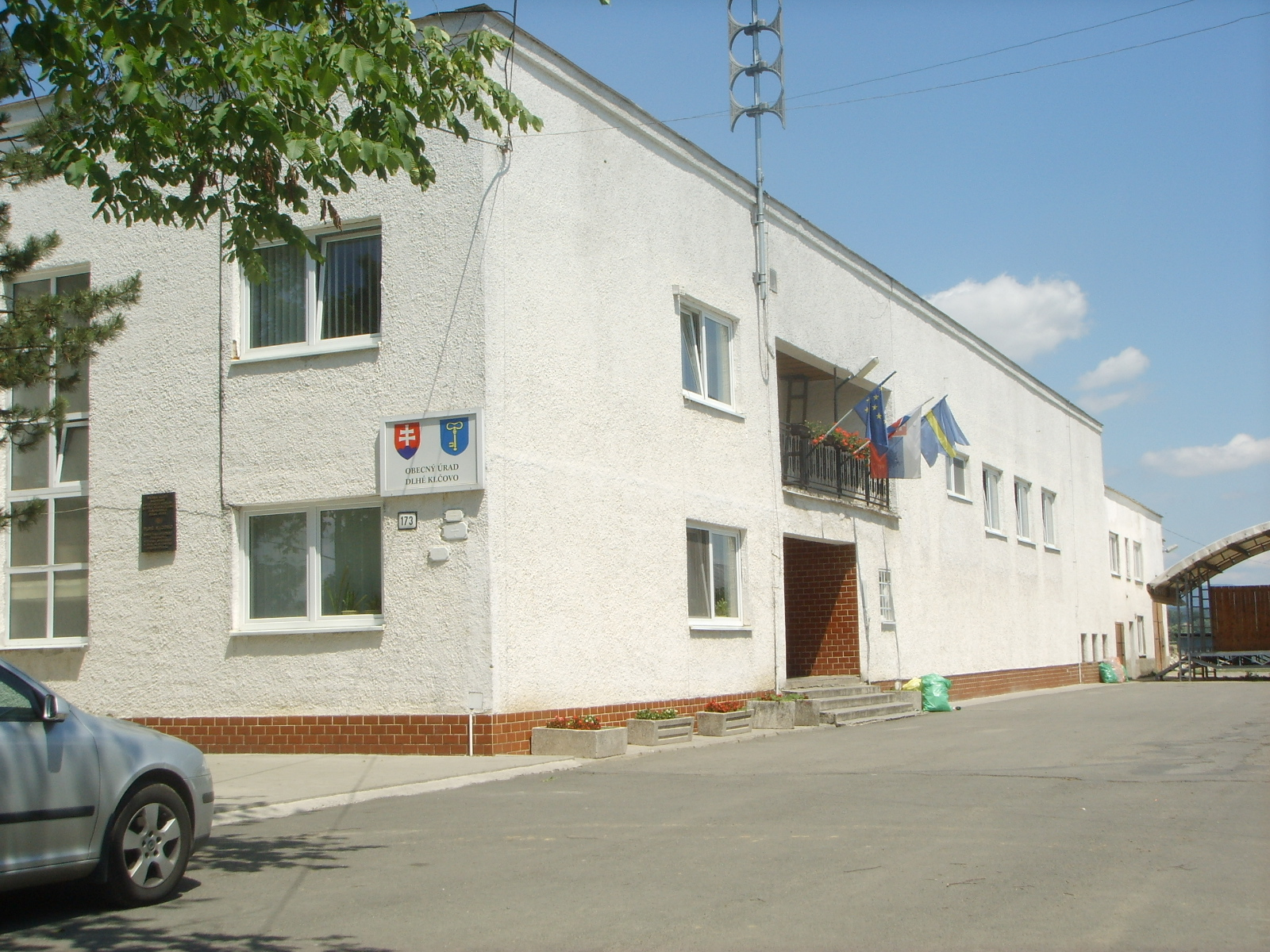
Gemeindeamt von Dlhé Klčovo

Die Gemeinde befindet sich im nördlichen Teil des Ostslowakischen Tieflands, zwischen den Flüssen Topľa im Westen und Ondava im Osten. Das Gemeindegebiet umfasst insgesamt 10,34 km² und ist weitgehend eben und von Aulandschaft bedeckt. Das Ortszentrum liegt auf einer Höhe von 117 m n.m. und ist elf Kilometer von Vranov nad Topľou entfernt.
Dlhé Klčovo ist die tiefstgelegene Gemeinde von Prešovský kraj.

## Geschichte
Das Gemeindegebiet ist seit dem 13. Jahrhundert permanent bewohnt und der Ort wurde zum ersten Mal 1270 als Hussceumezeu (andere Quellen geben erst 1300 als Hozyvmezee) schriftlich erwähnt. Das Dorf hatte den traditionellen landwirtschaftlichen Charakter und gehörte örtlichen Edelmännern. Zu dieser Zeit war das Dorf bereits mit einer Kirche ausgestattet, die ersten Beweise über einen Pfarrer stammen jedoch erst aus dem Jahr 1331.
1787 zählte man 95 Häuser und 743 Einwohner, 1828 142 Häuser und 1053 Einwohner.

## Bevölkerung
| Jahr                | 1994 | 2004    | 2014    | 2024    |
| ------------------- | ---- | ------- | ------- | ------- |
| Anzahl der Personen | 1354 | 1419    | 1406    | 1347    |
| Unterschied         |      | +4,80 % | −0,91 % | −4,19 % |

| Jahr                | 2023 | 2024    |
| ------------------- | ---- | ------- |
| Anzahl der Personen | 1358 | 1347    |
| Unterschied         |      | −0,81 % |

Nach der Volkszählung 2011 wohnten in Dlhé Klčovo 1410 Einwohner, davon 1384 Slowaken, 3 Tschechen und 1 Ukrainer. 22 Einwohner gaben keine Angabe an. 964 Einwohner bekannten sich zur römisch-katholischen Kirche, 381 Einwohner zur griechisch-katholischen Kirche, 19 Einwohner zur evangelischen Kirche, 4 Einwohner zur orthodoxen Kirche, und 2 Einwohner zur reformierten Kirche. 14 Einwohner waren konfessionslos und bei 26 Einwohnern ist die Konfession nicht ermittelt.
Ergebnisse nach der Volkszählung 2001 (1413 Einwohner):
| Nach Ethnie: - 96,67 % Slowaken - 2,19 % Roma - 0,21 % Tschechen - 0,07 % Ukrainer | Nach Konfession: - 70,42 % römisch-katholisch - 27,46 % griechisch-katholisch - 1,13 % keine Angabe - 0,50 % konfessionslos - 0,35 % evangelisch |

## Bauwerke

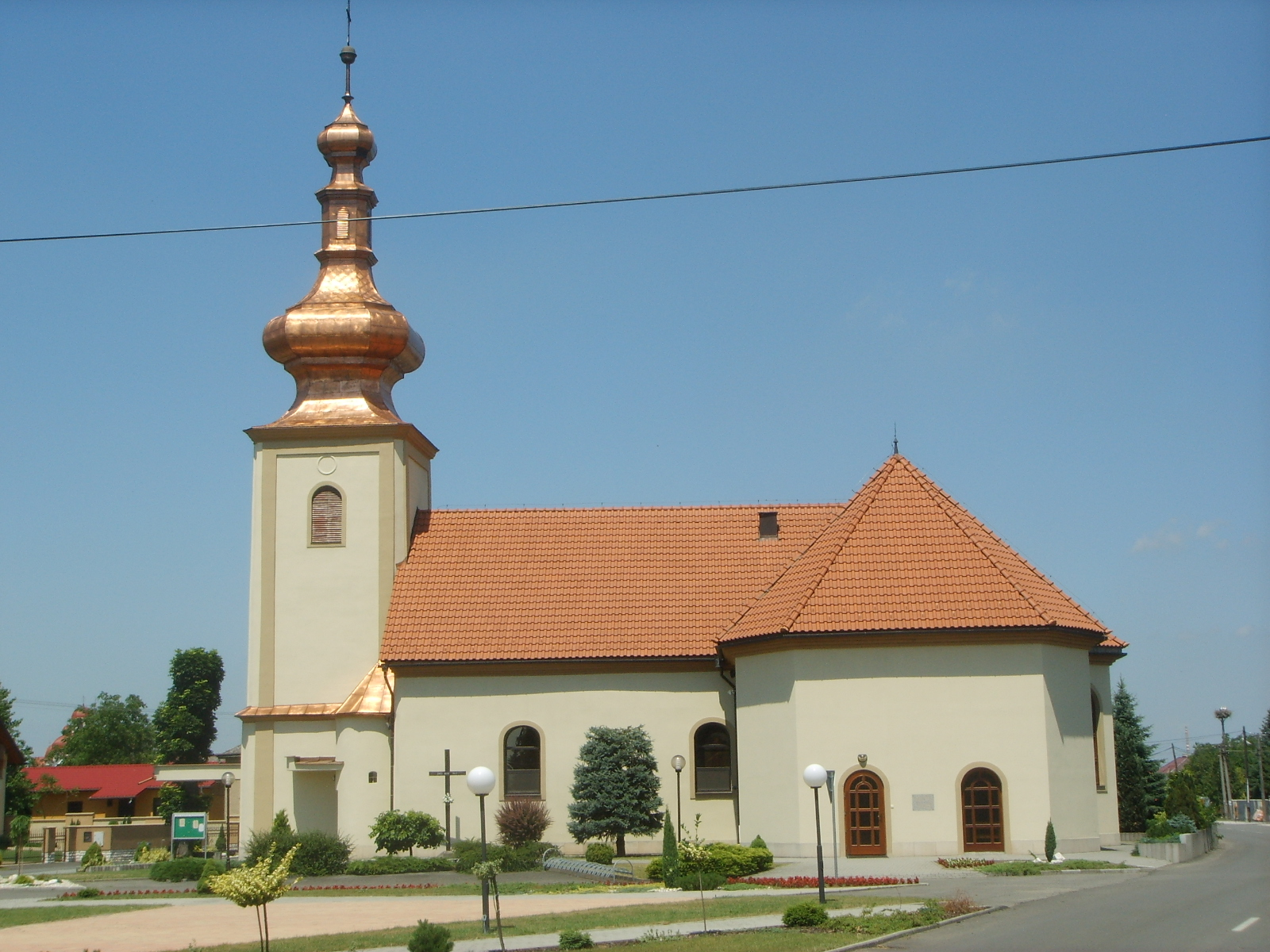
Römisch-katholische Kirche

- römisch-katholische Dreifaltigkeitskirche aus dem Jahr 1835, die eine mittelalterliche Kirche ersetzte
- griechisch-katholische Mariä-Himmelfahrt-Kirche aus dem Jahr 1925

## Kultur und Sport
Im Dorf gibt es ein Folkloreensemble namens „Rovina“. Jedes Jahr findet der Volkstanz-Wettbewerb „Šaffova ostroha“ statt.
Der örtliche Fußballclub heißt OcFK Dlhé Klčovo, dessen A-Mannschaft in der slowakischen vierten Liga Nord spielt. Im Ort besteht zudem ein Bodybuilding-Verein.

## Infrastruktur
In Dlhé Klčovo sind eine öffentliche Wasserversorgung, Gasleitungen, teilweise fertige Kanalisation, die an eine Kläranlage angeschlossen ist. Im Dorf besteht ein Zwei-Klassen-Kindergarten, eine Grundschule sowie eine Bücherei; das nächste Postamt befindet sich im Nachbarort Sačurov. Das Dorf ist über eine Straße 3. Ordnung zu erreichen, Anschlüsse an die Straßen 1. Ordnung befinden sich in Sačurov sowie in Hencovce.